# Volo Tower Air 41
Il volo Tower Air 41 era un volo passeggeri regionale dall'Aeroporto Internazionale John F. Kennedy (JFK) di New York all'Aeroporto Internazionale di Miami (MIA) in Florida. Il 20 dicembre 1995 il Boeing 747-100 che operava il volo virò fuori pista durante il decollo dal JFK. Sopravvissero tutti i 468 occupanti a bordo, ma 25 persone rimasero ferite. L'aereo rimase danneggiato irreparabilmente e radiato, rendendo l'incidente la 25° perdita totale di un Boeing 747. Il National Transportation Safety Board (NTSB) concluse che il capitano non aveva abortito il decollo in modo tempestivo.

## L'aereo e l'equipaggio
L'aereo era un Boeing 747-136 di 24 anni registrato come N605FF. L'aereo era stato precedentemente operato dalla British Airways come G-AWNI e da Trans World Airlines come N17125. Tower Air prese in consegna l'aereo nel 1991. L'aereo era alimentato da quattro motori turbojet Pratt & Whitney JT9D-7A.
Il capitano, 53 anni, lavorava per Tower Air dal 1992, avendo precedentemente prestato servizio nella Marina degli Stati Uniti dal 1967 al 1986. Volò per Trans International Airlines dal 1978 al 1984 e per Midway Airlines dal 1984 al 1991. Aveva accumulato un totale di 16.455 ore di volo, di cui 2.905 sul Boeing 747. Il primo ufficiale, 56 anni, era stato assunto da Tower Air meno un anno prima dell'incidente e vantava 17.734 ore di volo, di cui 4.804 sul Boeing 747. L'ingegnere di volo, 34 anni, era il membro dell'equipaggio di volo meno esperto, facendo parte di Tower Air da meno di un anno prima dell'incidente. Aveva 4.609 ore, di cui 2.799 sul Boeing 747. I nomi dei piloti non sono mai stati resi pubblici.

## L'incidente
L'equipaggio di volo venne informato sul tempo dagli spedizionieri della compagnia aerea. Alle 10:36 ora solare orientale (EST) il volo 41 si sganciò dal gate e successivamente si sottopose alla procedura di sghiacciamento. Alle 11:16 il 747 iniziò a rullare sulla pista 4L (la pista 13R/31L era chiusa). La pista era piena di neve e chiazze di ghiaccio. Sei minuti dopo, il capitano smise di rullare per eliminare il ghiaccio aggiuntivo eseguendo un avviamento del motore. Notando le condizioni esterne, disse al primo ufficiale: "se iniziamo a muoverci fatemelo sapere."
Il capitano iniziò dunque ad aumentare la spinta del motore, solo che l'aereo iniziò a slittare nel processo. Il capitano interruppe la procedura e disse ai colleghi: "siamo su una pista di pattinaggio." Dopo aver attraversato la pista 31L, il capitano chiese all'ingegnere di volo di entrare nella cabina e di ispezionare le ali. L'uomo lasciò il cockpit alle 11:30 tornando un minuto dopo, dicendo che le ali non erano contaminate.
Alle 11:32, il volo 41 si allineò sulla pista 4L. Il capitano tentò di accendere il motore una seconda volta, sempre per eliminare il ghiaccio aggiuntivo, questa volta senza problemi. Quattro minuti dopo l'allineamento, alle 11:36, il volo 41 ricevette l'autorizzazione al decollo. Il registratore di suoni della cabina di pilotaggio (Cockpit Voice Recorder, o CVR) registrò quanto segue:
- Ingegnere di volo: "La potenza è stabile".
- Microfono della cabina di pilotaggio (CAM): [suono simile al funzionamento del sedile dell'equipaggio]
- CAM: [suono a bassa frequenza simile a un ulteriore aumento del regime del motore]
- Capitano: "Tempo stabilito, spinta al decollo."
- Ingegnere di volo: "Imposta la spinta al decollo".

Solo cinque secondi dopo la chiamata dell'ingegnere di volo e poco prima di raggiungere gli 80 nodi (92 mph) (secondo il capitano in un'intervista post incidente), l'aereo virò a sinistra rispetto alla linea centrale della pista. In questo momento un membro dell'equipaggio non identificato disse "Guardalo. Guardalo". Il capitano rispose applicando un input del timone sinistro e tentò di portare l'aereo a destra usando il timone, senza successo. Alle 11:37:37 il comandante abortì il decollo:
- Ingegnere di volo: "OK, lo stiamo perdendo."
- Primo ufficiale: "Stiamo andando a sinistra".
- Persona non identificata: "Andiamo a sinistra".
- Ingegnere di volo: "A destra! Lo stai perdendo!"
- Capitano: "Oh, [imprecazione]. Calma, ragazzi. OK."
- CAM: [Primo suono di impatto]
- Persona non identificata: "Alzati! Alzati!"
- CAM: [Secondo suono di impatto]

FINE REGISTRAZIONE
Il capitano riportò le leve di spinta al minimo e applicò la massima frenata, ma non dispiegò gli inversori di spinta a causa della bassa velocità dell'aereo e del lungo tratto di pista rimanente. L'aereo slittò sul lato sinistro della pista 4L alle 11:37:19, scivolando attraverso la pista di rullaggio Kilo e la pista 13R/31L, colpendo tre cartelli nel processo. In cabina passeggeri i vani portabagagli e le cappelliere si aprirono facendone uscire il contenuto. Nella cucina di poppa, due carrelli di servizio (uno trasportava bevande, l'altro ghiaccio) si spostarono rotolando lungo il corridoio, il carrello del ghiaccio colpì la spalla sinistra di un assistente di volo, rompendogliela. Solo tre assistenti di volo dissero "Afferratevi le caviglie! State giù!" ai passeggeri, come richiesto in caso di emergenza. Alle 11:37:21 il Boeing colpì un trasformatore elettrico di proprietà della Federal Aviation Administration (FAA) fermandosi a 4.800 piedi (1.500 m) dalla soglia della pista 4L. Nell'impatto, il motore numero quattro (esterno destro) si staccò dall'aeromobile e il carrello di atterraggio anteriore crollò, danneggiando i cavi dell'impianto di amplificazione (PA) e dei sistemi citofonici.
Dopo che l'aereo si fermò, l'ingegnere di volo comunicò a tutti i passeggeri del sistema PA di rimanere seduti, anche se l'annuncio si sentì solo nella sezione superiore dell'aereo. Il commissario di bordo (assistente di volo principale) tentò senza successo di chiamare l'equipaggio di volo al citofono, quindi corse al piano di sopra nella cabina di pilotaggio. Il primo ufficiale aveva comunicato via radio al controllo del traffico aereo (ATC) la loro situazione ed eseguito la check-list per lo spegnimento del motore. L'equipaggio di condotta prese in considerazione l'idea di avviare un'evacuazione (e anche l'assistente di volo, che era stato investito dal carrello di servizio, intendeva fare lo stesso, ma non a causa delle ferite riportate), ma poiché l'aereo era rimasto per lo più intatto, non c'erano segni di incendio o qualsiasi altro pericolo segnalato, a parte un vento gelido, il capitano decise di non farlo. Una volta che i soccorritori arrivarono al 747, il commissario tentò senza successo di aprire le porte L1 e R1. Lui e un soccorritore riuscirono ad aprire la porta L2, e i passeggeri e il resto dell'equipaggio uscirono tramite gli scivoli. Non ci fu alcuna vittima e la spalla destra rotta dell'assistente di volo risultò l'unica ferita grave. Uno dei passeggeri a bordo era il rabbino Moshe Teitelbaum.

## Le indagini
Il National Transportation Safety Board (NTSB) è stato informato dell'incidente solo 13 minuti dopo che si era verificato ed inviò una sua squadra al JFK. Questo costituì il quarto incidente/incoveniente di Tower Air.
Il registratore dei dati di volo (FDR) mostrava dati che non corrispondevano a quelli del volo dell'incidente né alcun tipo di movimento dell'aeromobile. L'NTSB dichiarò che l'FDR non era operativo al momento dell'incidente e, quindi, inutilizzabile. Gli investigatori dovettero fare affidamento sul CVR e sulle dichiarazioni dell'equipaggio.
L'NTSB esaminò il motivo per cui l'FDR non era riuscito a operare durante l'incidente. Questo particolare FDR presentava discrepanze multiple, precedentemente note, e si era verificato un malfunzionamento in una delle tre unità di acquisizione digitale (DAU) dell'N605FF, rendendo la scatola nera non operativa.
Venne condotto uno studio dello spettro sonoro del CVR, durante il quale gli investigatori ascoltarono la quantità di rumore del motore per determinare le velocità della turboventola del motore (N 1). Lo studio fornì i seguenti dati (espressi in secondi dall'autorizzazione al decollo):
| Ora                 | Ora                                         | Citazioni dal CVR       | Citazioni dal CVR | N1 (velocità di rotazione del motore) percentuale |
| Ora effettiva (EST) | Dall'autorizzazione al decollo (in secondi) | Interlocutore           | Frase | N1 (velocità di rotazione del motore) percentuale |
| ------------------- | ------------------------------------------- | ----------------------- | --- | ------------------------------------------------- |
| 11:36:25            | 0                                           | Controllore di volo     | Torre a quarantuno heavy, vento tre tre zero a uno uno, pista quattro a sinistra, RVR's milleottocento, autorizzata al decollo. | 0%                                                |
| 11:36:31            | 6                                           | Primo ufficiale (radio) | Autorizzati al decollo quattro a sinistra, Tower Air quarantuno.                                                                | 0%                                                |
| 11:36:44            | 19                                          | Ingegnere di volo       | Potenza stabile. | 40%                                               |
| 11:37:05            | 35                                          | Ingegnere di volo       | Imposta la spinta di decollo.                                                                                                   | 87.5%                                             |
| 11:37:11            | 41                                          | CAM                     | [Non si sente più il suono a bassa frequenza simile al rumore del motore]                                                       | 72.6%                                             |
| 11:37:12            | 42                                          | Ingegnere di volo       | OK, lo stai perdendo. | 91%                                               |
| 11:37:14            | 44                                          | Ingegnere di volo       | Lo stai perdendo. | 59%                                               |

Tower Air aveva subito diversi cambiamenti di gestione prima dell'incidente del volo 41. In quel periodo il Manuale delle Operazioni Generali (GOM, General Operations Manual) della compagnia aerea non prevedeva che il direttore delle operazioni supervisionasse l'addestramento e le operazioni.
Il manuale di volo della compagnia aerea affermava che l'uso dei pedali del timone durante la corsa al decollo era consentito fino a quando l'aereo non raggiungeva gli 80 nodi. Inoltre diceva che i decolli devono essere annullati se l'aereo inizia a deviare dalla pista prima del movimento del timone. I decolli manuali richiesti su piste scivolose dovevano essere eseguiti con un'applicazione di spinta ridotta e i piloti dovevano tenere a mente il ritardo dello sterzo a ruota anteriore e ottimizzare il controllo direzionale. Uno dei capi piloti della compagnia aerea aggiunse pure che se c'era meno della metà del pedale del timone disponibile, il decollo avrebbe dovuto essere interrotto. Secondo lui il timone doveva essere controllato dal pilota in volo durante il decollo. L'NTSB stabilì che queste procedure erano inadeguate per il Boeing 747. Lo studio dello spettro sonoro rivelò anche che il capitano aveva tentato di riapplicare la spinta del motore prima di abortire il decollo, quando avrebbe dovuto farlo al primo segno della perdita del controllo direzionale. L'NTSB non è stata in grado di determinare il motivo per cui il capitano avesse applicato un input eccessivo con il timone.
L'8 agosto 1996, i piloti che avevano lavorato per l'NTSB, l'FAA e/o Tower Air, eseguirono dei decolli simulati su piste ghiacciate in un simulatore di Boeing 747. Tutte le parti convennero che il simulatore della Boeing aveva prestazioni più realistiche delle caratteristiche di manovrabilità a terra (sia in generale che su piste scivolose), mentre i simulatori della Tower Air erano imprecisi su questo tipo di simulazione.
L'addestramento degli assistenti di volo di Tower Air era inadeguato, in quanto non specificava la comunicazione e il coordinamento, indicando perché solo tre assistenti di volo avevano incaricato i passeggeri di assumere la posizione per le emergenze durante l'incidente. La direzione della compagnia aerea non era riuscita a testare gli FDR prima di un volo, non aveva segnalato cambiamenti gestionali e organizzativi alla FAA e aveva subito ritardi nella revisione del suo GOM. La supervisione della FAA su Tower Air si rivelò inadeguata a causa della loro scarsa familiarità con i cambi di gestione inappropriati. L'NTSB arrivò ad esortare il governo federale e l'industria aerea a riesaminare le prestazioni di arresto degli aeromobili.
L'NTSB pubblicò il suo rapporto finale il 2 dicembre 1996, incolpando il capitano di aver abortito il decollo in modo prematuro e di aver applicato degli input inappropriati alla barra del timone con ruota anteriore. Anche le procedure inadeguate per la pista scivolosa nel manuale del Boeing 747 e le imprecisioni nei simulatori di quell'aereo diedero un contributo all'incidente.